# Leonid Kharitónov
Leonid Mikhaílovitx Kharitónov, rus: Леонид Михайлович Харитонов (18 de setembre de 1933, Golumet, raion de Txeremkhovski, óblast d'Irkutsk, 19 de setembre de 2017, Moscou) fou un cantant d'òpera (baix-baríton) soviètic i rus. A Occident se'l coneix sobretot per un vídeo de 1965, on interpreta la cançó Els remers del Volga.

## Primers anys
Quan el seu pare fou considerat desaparegut durant la Gran Guerra Patriòtica, per la qual cosa va ser criat per la seva mare i va viure també, durant un temps amb un oncle. Entre 1934 i 1942 va viure a Txeremkhovo i va assistir a l'escola número 25 de 1941 a 1942. De tornada a Golumet va assistir a l'escola de 1942 a 1945 i es va quedar a Golumet fins al 1947. Durant un any des dels 14 anys (de 1947 a 1948) va estudiar per ser soldador elèctric i emmotllador a la FZO 2 (escola professional, ara Liceu núm. 46) De 1948 a 1950 se'n tornà de nou a Golumet, va treballar a l'MTS com a soldador elèctric, mentre començava a actuar com a cantant.
A partir dels 17 anys (1950/1951) va ser solista a la Filharmònica d'Irkutsk i finalment va ser acceptat pel Conservatori de Moscou des de 1952 fins a 1955. Això va ser molt difícil, ja que, com a siberià, ni tan sols tenia un certificat de matrícula, però la seva forta veu de cant va parlar per ell.

## Carrera

### Amb el Cor de l'Exèrcit Roig (1953-1972)
Entre el 9 de novembre de 1953 i març de 1965, va ser membre del Cor de l'Exèrcit Roig. El seu lloc en el cor sempre era el tercer per la dreta de la fila superior. De 1953 a 1955 va conjugar la seva permanència en el cor i l'exèrcit. De 1956 a 1959 al mateix temps que cantava en el cor, va estudiar a l'Acadèmia Russa de Música Gnessin. La seva primera actuació pública no oficial com a solista fou al Palau Estatal del Kremlin el 18 de març de 1965. Aquest mateix dia, dos dels seus bons amics, els cosmonautes Pàvel Beliàiev i Aleksei Leónov, es van embarcar en la Voskhod 2 rumb a l'espai.Durant aquesta missió, Leónov es va convertir en el primer ésser humà en caminar per l'espai. La primera actuació pública oficial de Kharitónov com a solista va ser el 22 d'abril de 1965. El 1967 fou guardonat amb el títol d'Artista d'Honor de la RSFSR. Va continuar amb el Cor de l'Exèrcit Roig fins al 1972 - així que va estar amb ells durant gairebé 20 anys. B.A. Aleksàndrov estava orgullós del seu solista, i sovint li donava la mà o l'abraçava públicament a l'escenari després d'una actuació. Kharitonov de vegades va cantar duets, però només amb Ivan Bukréiev. Kharitónov només va tenir un mestre de cant al llarg de la seva vida: Ievgueni Avgústovitx Kànguer, que no ensenyava ningú al Cor, sinó només als solistes més importants, incloent Ievgueni Beliàiev.

### Carrera independent (1972-2017)
Entre 1972 i 1998, va ser solista de la Societat Filharmònica de Moscouel 1986 va ser guardonat amb el títol d'Artista del Poble de Rússia. En ser solista d'aquesta filharmònica, va participar en nombroses gires. Durant aquest temps les seves aparicions en ràdio o televisió van ser freqüents. En una de les seves gires, va recórrer tot el país i va fer nombroses aparicions a la sala de concerts del Palau Estatal del Kremlin. Se'l considerava un dels orgulls de la nació i era comú que oferís concerts a membres del govern i delegacions estrangeres. En les dècades de 1970, 1980 i 1990 va realitzar diverses gires per l'estranger, incloent Txecoslovàquia, Anglaterra, Escòcia, els Estats Units, la Xina i Austràlia. Entre 1998 i 2006, va oferir concerts a l'ambaixada d'Alemanya a Rússia o la Galeria Ilià Glazúnov.Tot i ser amic d'Anatoli Soloviànenko mai no van cantar un duet junts.Kharitónov mai no va actuar en l'òpera teatral, però va cantar àries operístiques en actuacions de concerts

### Reconeixement mundial
Com molts dels grans cantants operístics russos de l'era soviètica, aquest baix-baríton, enormement respectat a Rússia i que cantava plenament en la tradició de Xaliapin va ser en gran manera desconegut a Occident. Això es deu al fet que la seva carrera va ser eclipsada per la Guerra Freda. Tanmateix, els seus enregistraments continuen sent reeditats a tot el món, i això podria servir per corregir-ne el resultat, juntament amb el recent augment de l'exposició de Kharitónov a YouTube.

## Vida privada
Leonid Kharitónov va tenir dos fills, i va viure a Moscou durant la seva llarga carrera. El 2008 va participar en el procés de retorn d'una icona de Sant Nicolau a l'església de Sant Nicolau a la seva ciutat natal de Golumet.

El 25 de setembre de 2017, el seu fill, Mikhaïl Kharitónov, va publicar el següent al lloc web que Leonid Kharitónov gestionava amb ell: 
Tinc una notícia molt trista per a tots els admiradors del famós cantant operístic rus. Kharitónov va morir el 19 de setembre de 2017,després de patir el seu cinquè atac cardíac. Això va succeir l'endemà després del seu 84è aniversari.
Després de la publicació, apareix la que, segons el seu fill, era una de les cançons favorites del seu pare, Gorí, gorí, moià zvezdà, rus: Гори, гори, моя звезда ("Brilla, brilla, estel meu"), acompanyada d'un missatge de comiat a Leonid Kharitónov com a pare i com a cantant.